# 北総花の丘公園
北総花の丘公園（ほくそうはなのおかこうえん）は、千葉県印西市の千葉ニュータウンにある県立の都市公園（総合公園）。印西市内で最大の都市公園である。指定管理者制度に基づき、千葉県まちづくり公社が管理・運営を行っている。

## 概要
千葉ニュータウンの整備とともに造成された公園で、5つのブロックで構成されている。
園内では四季折々の花を楽しむ事ができるほか、調整池の周辺では開発前の自然がそのまま残されているのが特徴である。また、植物を通じての文化・情報とコミュニティーの発信を目指しており、様々な体験型イベントや講習会を定期的に開催している。

## 歴史
- 1986年12月23日：都市計画決定[4]。
- 2000年4月28日：オープン。当初は15.5ヘクタールであった。
- 2009年4月1日：全面オープン。

## 施設
都市の景ゾーン
- アーバンフラワープラザ
  - 花と緑の文化館
  - 展示室
  - 緑の相談所
- イベント広場
- ルーラルガーデン
- 芝生広場
- ウォーター＆フラワーガーデン

水の景ゾーン
- 野鳥観察舎
- ながめの広場

道の景ゾーン
- 四季の変化を楽しむゾーン

緑の景ゾーン
- 自然生態園
- ドッグラン
- バーベキュー場

## アクセス
- 千葉ニュータウン中央駅（北総線）下車、徒歩約10分
  - （駅南口よりちばレインボーバス利用 「北総花の丘公園」下車、徒歩約1分）
- 有料駐車場併設 （利用時間：午前8時30分～午後5時30分）